# Villa Flora (München)

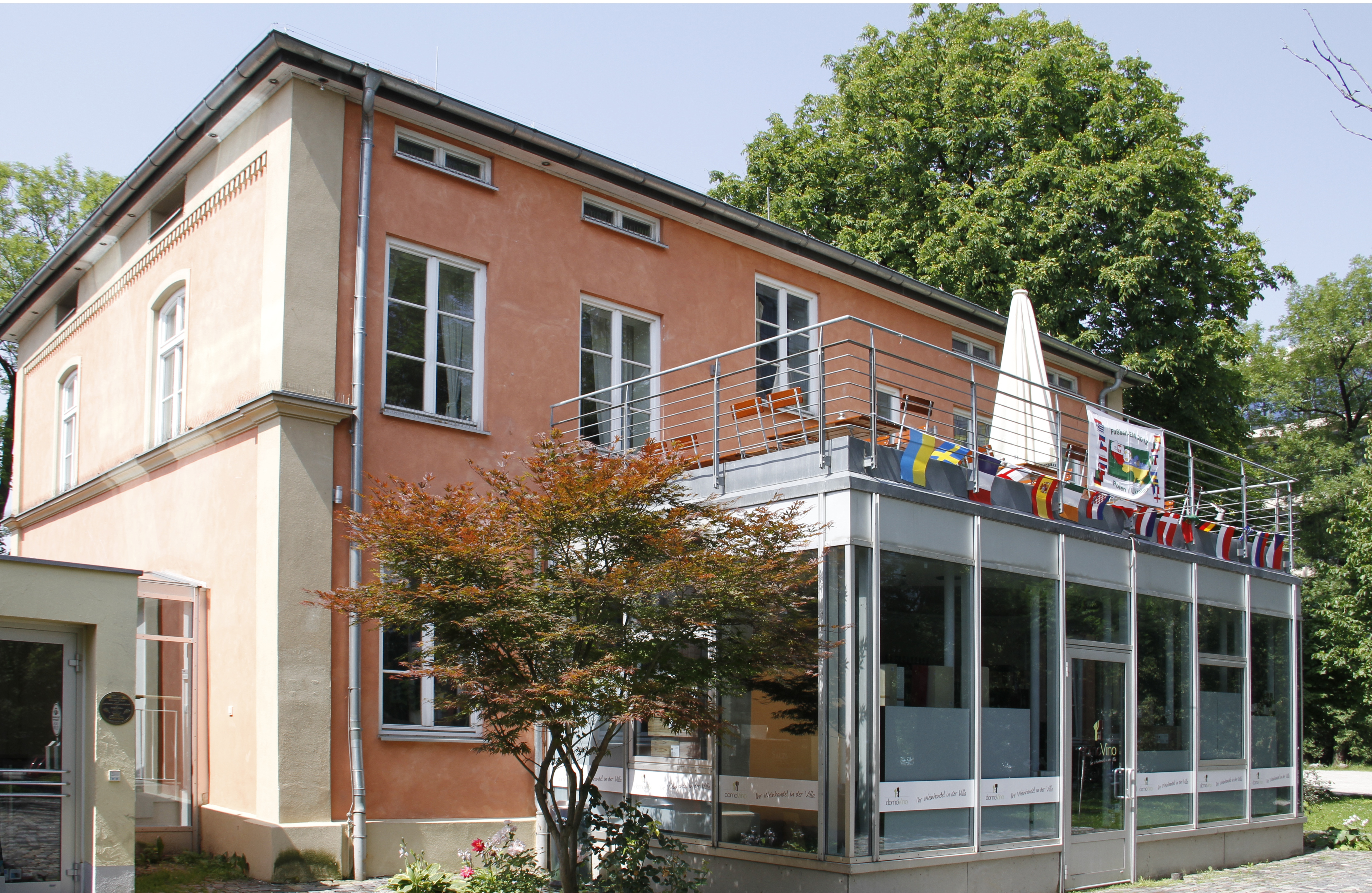
Villa Flora von der Straßenseite

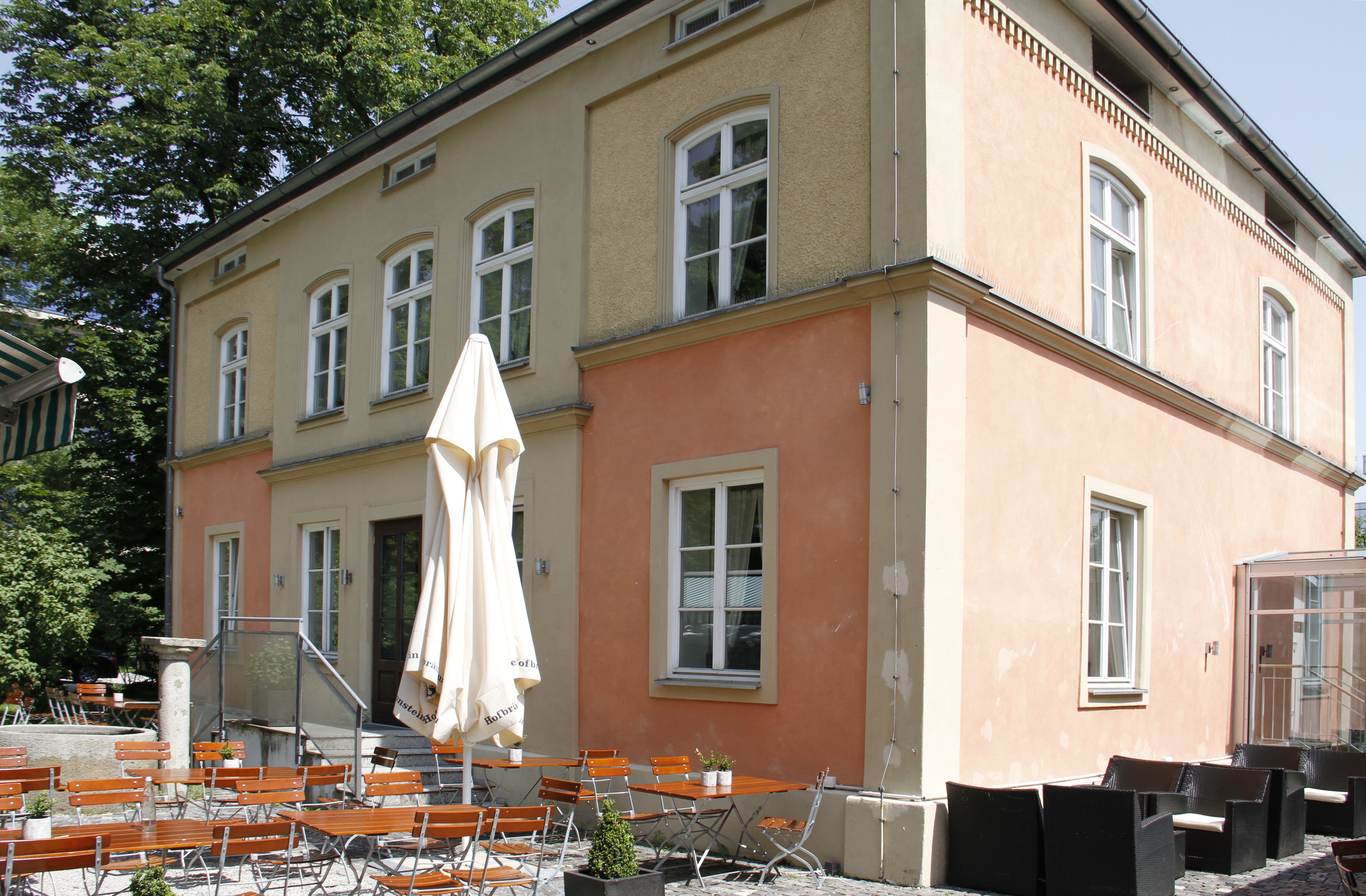
Gartenseite mit Sitzbereich

Die Villa Flora ist eine Villa im Münchner Stadtbezirk Sendling-Westpark. Das Bauwerk ist als Baudenkmal in die Bayerische Denkmalliste eingetragen.

## Geschichte
Der schlichte Walmdachbau wurde 1874 durch den Architekten Josef Wolf im Stil des Biedermeier als Wohnhaus errichtet. Die Villa befand sich an einem Feldweg weit vor den Toren Münchens. Erst kurz vor dem Ersten Weltkrieg wurde sie mit dem Bau der Hansastraße an das Münchner Straßennetz angeschlossen.
1890 eröffnete in der Villa eine Gaststätte und das Gebäude erhielt seinen heutigen Namen. Das Lokal wurde 1900 von der Wirtsfamilie Hagmaier übernommen, die es mit Biergarten und Kegelbahn ausbaute. Der Ort entwickelte sich schnell zu einem beliebten Ausflugsziel der Münchner Bürger. Insbesondere fanden jeden Sonntag Veranstaltungen der Münchner SPD statt. Diese Tradition wurde 1934 durch die SA gewaltsam beendet. 1937 wurden die Besitzer der Gaststätte enteignet und die Villa kam in den Besitz der Stadt München.
Nach Ende des Zweiten Weltkriegs waren in dem Gebäude ein Bauhof und später ein Wohnheim untergebracht. Ab den 1970er Jahren stand es leer und verfiel zusehends. Erst in den Jahren 1996/1997 wurde die Villa von Grund auf saniert. Seit den 1970er Jahren besteht sie aus zwei Gebäuden, der alten Villa und einem halb versenkten Anbau. Die verschiedenen Gebäudeteile werden seit Januar 2017 als Eventlocation genutzt.